# Pålnäs
Pålnäs är en udde i Finland. Den ligger i Korsnäs landskapet Österbotten, i den sydvästra delen av landet, 300 km nordväst om huvudstaden Helsingfors.
Terrängen inåt land är mycket platt. Havet är nära Pålnäs västerut. Runt Pålnäs är det glesbefolkat, med 10 invånare per kvadratkilometer. I omgivningarna runt Pålnäs växer i huvudsak blandskog.